# Єрусалимський міжнародний кінофестиваль
Єрусалимський міжнародний кінофестиваль (івр. פסטיבל הקולנוע ירושלים, араб. مهرجان القدس السينمائي) проходить в Ізраїлі з 1984 року. У програмі фестивалю ігрові та документальні фільми. З 1989 року головною нагородою фестивалю є Приз імені Волджина, з 2010-го — Приз Хаджаджа.

## Загальна інформація
Перший Єрусалимський міжнародний кінофестиваль пройшов у 1984 році за ініціативою директора єрусалимської Сінематеки (неофіційна назва Ізраїльського центру кіно) Лії ван Лір. Він тривав три тижні, до його програми було включено понад 100 кінострічок, у тому числі прем'єрні покази ізраїльських фільмів та найкращі зразки зарубіжного кіно. Серед гостей фестивалю були Ліліан Ґіш, Жанна Моро, Воррен Бітті, Джон Шлезінгер та Андре Дельво. 17 травня 1984 року кінофестиваль було відкрито показом фільму «Бал» Етторе Сколи.
Зміни в структурі фестивалю у 1980-х роках зробили фестиваль таким, яким його знає кінематографічна спільнота сьогодні. Він триває десять днів і включає ряд програм :
- «Панорама» — іноземні ігрові фільми
- Програма документальних фільмів
- «Єврейський досвід» (англ. Jewish Experience) — фільми на єврейську тематику
- «Дух свободи» (англ. In the Spirit of Freedom) — фільми на тему свободи і прав людини
- Програма телевізійної драми
- Програма фільмів нових режисерів
- Програма ізраїльського кіно

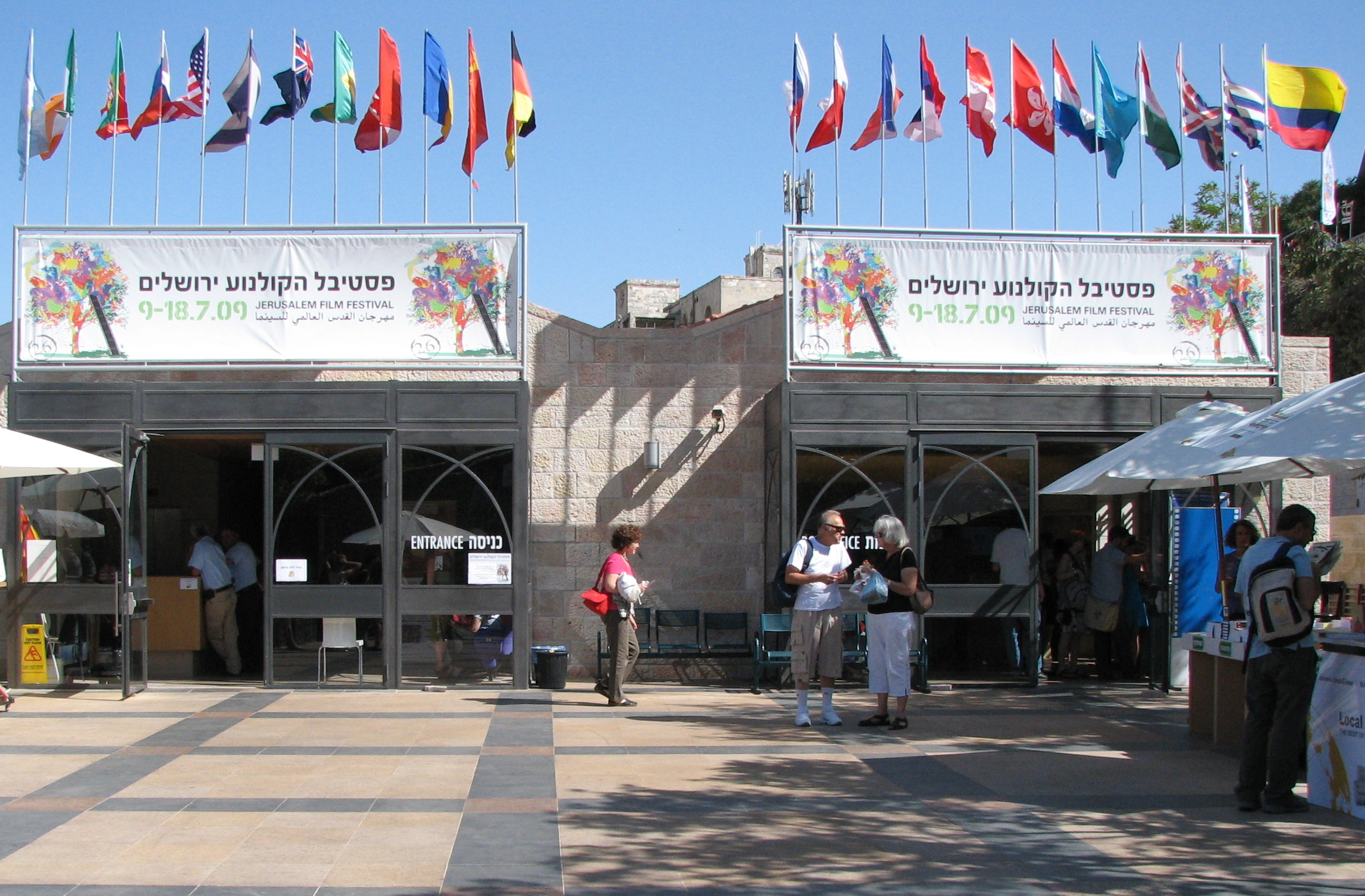
Єрусалимський кінофестиваль, 2009

У 1989 році був заснований Гран-прі фестивалю — Приз Волджина, названий на честь мецената Джека Волджина (Jack Wolgin) з Філадельфії. Приз був призначений лише для ізраїльської кінопродукції й надалі став вручатися у трьох номінаціях — повнометражний ігровий фільм, документальний фільм і короткометражний фільм. У 2010 році, після смерті Джека Волджина, фестиваль знайшов нового спонсора — сім'ю американського продюсера Роберта Нісіма Хаджаджа. Ще один приз, який вручається ізраїльським кінематографістам в рамках фестивалю — Телевізійна і кінопремія пам'яті Анат Пірхі (до 2010 року; у 2011 році вручалася премія імені Анат Пірхі найкращому режисерові повнометражного фільму). Спонсорами фестивалю є Фонд Єрусалиму, Фонд групи ван Лір і Сімейний фонд Островських.
Хоча у центрі уваги фестивалю залишається ізраїльське кіно, міжнародна програма фестивалю зазвичай демонструє високу якість відібраних фільмів. У рамках Єрусалимського фестивалю проходили покази дебютних стрічок таких майбутніх знаменитостей, як Вонг Карвай, Цай Мінлян, Джон Сейлс, Джим Джармуш, Стівен Фрірз, Спайк Лі, Квентін Тарантіно, Ніл Джордан та Джон Лассетер. Іноземні фільми беруть участь у змаганні за призи «Дух свободи» та «Єврейський досвід». Крім того, фестиваль займається популяризацією ізраїльського кіно, тому були створені окремі програми присвячені різним сторонам ізраїльського кінематографу.
Основним майданчиком фестивалю упродовж більшої частини його історії залишається єрусалимська Сінематека. У міру його розвитку до програми також увійшли демонстрації фільмів просто неба на території Басейну султана.